# Lijst van Nederlandse spoorwegmaatschappijen
Hieronder een lijst van Nederlandse spoorwegmaatschappijen.
Zie ook: Lijst van spoorwegmaatschappijen.

## Momenteel (2025) actief

### Personenvervoer
- Arriva Personenvervoer Nederland
- Breng
- RRReis
- Nederlandse Spoorwegen:
  - NS Reizigers
  - NS Internationaal (was voorheen, tot 15 juni 2014, NS Hispeed)
- Keolis Nederland
- Qbuzz[1]
- Thalys Nederland
- Train Charter Services, rijdt de European Sleeper, GreenCityTrip / TUI Ski Express en de Dinner Train

Buitenlandse vervoerders actief in Nederland:
- VIAS: Regional-Express Arnhem Centraal - Düsseldorf Hbf
- DB Regio NRW: euregiobahn Enschede - Gronau en verder
- Eurobahn (Venlo - Viersen - Monchengladbach - Düsseldorf)
- Keolis (Hengelo - Oldenzaal - Osnabrück - Bielefeld)

Buitenlandse vervoerders waarvan de trein op Nederlands grondgebied officieel wordt gereden door NS:
- NMBS (Roosendaal - Antwerpen en Maastricht - Luik)

Voor wat betreft het gebruik van de OV-chipkaart is er de voor de reiziger veel relevantere indeling:
- Arriva Personenvervoer Nederland (m.u.v. Blauwnet) / Breng / VIAS (vier losse delen: westen, noorden, zuiden en oosten)
- Blauwnet
- Connexxion
- Nederlandse Spoorwegen / NMBS

Op Nederlands grondgebied zijn er enkele spoorwegstations die uitsluitend door buitenlandse vervoerders worden bediend: station Enschede De Eschmarke en station Glanerbrug door lijn RB 51 en 64 van DB Regio NRW, voorts station Eijsden door de NMBS (dit laatste op basis van de concessie van NS, het Hoofdrailnet loopt tot dit station).
Overige lijnen waarop niet-NS vervoerders actief zijn (situatie sinds 11 december 2016):
- VIAS  (sinds 6 april 2017) 
  - Düsseldorf - Arnhem
- Arriva:
  - Noordelijke Nevenlijnen:
    - Leeuwarden - Harlingen Haven
    - Leeuwarden - Stavoren
    - Leeuwarden - Groningen
    - Groningen - Roodeschool
    - Groningen - Delfzijl
    - Groningen - Veendam
    - Groningen - Bad Nieuweschans - Leer (Ostfriesl)

  - Apeldoorn - Zutphen
  - Zutphen - Winterswijk
  - Winterswijk - Arnhem
  - (Arnhem) - Elst - Tiel
  - Zwolle - Emmen (rijdend onder de naam Vechtdallijnen)
  - Almelo - Hardenberg (rijdend onder de naam Vechtdallijnen)
  - Nijmegen - Venlo - Roermond (bekend onder de naam Maaslijn)
  - Maastricht Randwyck - Maastricht - Valkenburg - Heerlen (bekend onder de naam Heuvellandlijn)
  - Maastricht Randwyck - Maastricht - Sittard - Roermond
  - Sittard - Heerlen - Kerkrade
- Breng
  - Arnhem - Doetinchem
- Connexxion:
  - Amersfoort Centraal - Ede-Wageningen (rijdend onder de naam Valleilijn)
  - Arnhem - Doetinchem (rijdend onder de naam Breng)
- Qbuzz
  - Dordrecht - Geldermalsen
- Keolis:  (per 10 december 2017) 
  - Enschede - Zwolle
  - Zwolle - Kampen
  - Zutphen - Oldenzaal
  - Bielefeld - Hengelo

Zie ook gedecentraliseerde treindiensten.

### Goederenvervoer
- DB Cargo (sinds 1 maart 2016)
- ERS Railways BV
- Rotterdam Rail Feeding (RRF)
- LTE Netherlands BV (LTE-NL)
- Shunter Tractie (overgenomen door Alstom)
- TrainServices
- Independent Rail Partner
- Rail Force One
- HSL Netherlands B.V. (sinds 1 augustus 2018)
- SBB Cargo Nederland (sinds 1 december 2019)

Buitenlandse vervoerders actief in Nederland:
- Bentheimer Eisenbahn AG (BE)
- Boxxpress (BOXX)
- Lineas  (tot 2017 B Logistics, NMBS Logistics)
- Captrain Netherlands (voorheen SNCF FRET Benelux)
- Cargill
- CrossRail Benelux (voorheen Dillen & Le Jeune Cargo)
- KombiRail Europe
- PKP Cargo
- Rail Transport Service (RTS)
- Railtraxx
- RheinCargo
- Rurtalbahn Benelux (RTB)
- SBB Cargo International
- KombiVerkehr (KV)
- TX Logistik (alleen toelating)

### Overig vervoer- en onderhoudsbedrijven
- BAM Infra Rail
- Eurailscout Inspection & Analysis
- Euro-Express Treincharter
- Herik Rail
- NS Onderhoud & Service
- Railexperts[2]
- Railpromo (besloten personenvervoer)

- Ricardo Rail
- Schreck-Mieves
- Spitzke Spoorbouw
- Strukton Rail Equipment
- VolkerRail
- Voestalpine Railpro

### Museumspoorwegen
- Zie Lijst van toeristische spoorwegen en museumlijnen in Nederland

## Voormalige spoorwegmaatschappijen
Op chronologische volgorde volgens oprichtingsjaar
- Hollandsche IJzeren Spoorweg-Maatschappij 1837-1938 (opgegaan in de Nederlandse Spoorwegen)
- Rijnspoorweg (RS) 1838-1845
- Staat DER NEDERLANDEN (SN) 1843-1938[3]
- Nederlandsche Rhijnspoorweg-Maatschappij (NRS) 1845-1890
- Aken-Maastrichtsche Spoorweg-Maatschappij (AM) 1845-1898
- Société Anonyme des chemins de fer d'Anvers à Rotterdam (AR) 1855-1880
- Nederlandsche Centraal-Spoorweg-Maatschappij (NCS) 1860-1934
- Spoorweg-Maatschappij Almelo – Salzbergen (AS) 1862-1925
- Nijmeegsche Spoorwegmaatschappij (NSM) 1863-1923
- Maatschappij tot Exploitatie van Staatsspoorwegen (SS) 1863-1938 (opgegaan in de Nederlandse Spoorwegen)
- Noord-Brabantsch-Duitsche Spoorweg-Maatschappij (NBDS) 1869-1925
- Nederlandsche Zuid-Ooster Spoorweg-Maatschappij (NZOS) 1872-1892
- Nederlandsch-Westfaalsche Spoorweg-Maatschappij (NWS) 1872-1926
- Spoorweg-Maatschappij Leiden – Woerden (LW) 1875-1899
- Geldersch-Overijsselsche Lokaalspoorweg-Maatschappij (GOLS) 1881-1920
- Koninklijke Nederlandsche Locaalspoorweg-Maatschappij (KNLS) 1881-1920
- Locaalspoorwegmaatschappij Hollands Noorderkwartier (HN) 1884-1935
- Nederlandsch-Zuid-Afrikaansche Spoorwegmaatschappij (NZASM) 1884-1910
- Lokaalspoorwegmaatschappij Enschede – Oldenzaal (EO) 1887-1920
- Groninger Locaalspoorweg-Maatschappij (GLS) 1887-1936
- Nederlandsche Zuider-Spoorwegmaatschappij (NZS) 1891-1899
- De Veluwe 1896-1935
- Utrechtse Lokaalspoorweg Maatschappij (ULM) 1896-1935
- Hollandsche Electrische-Spoorweg-Maatschappij (HESM) 1898-1936[4]
- Haarlem-Zandvoort Spoorweg Maatschappij (HZSM) 1898-1936
- Noord-Friesche Locaalspoorweg-Maatschappij (NFLS) 1899-1935
- Noordoosterlocaalspoorweg-Maatschappij (NOLS) 1899-1938
- Zuid-Hollandsche Electrische Spoorweg-Maatschappij (ZHESM) 1900-1923
- Nederlandsche Buurtspoorweg-Maatschappij (NBM) 1900-1927
- De Locaal Spoorweg Maatschappij Dinxperlo – Varsseveld (DV) 1901-1935
- Spoorweg-Maatschappij De Zuider Kogge (ZK) 1903-1936
- Ahaus-Enscheder Eisenbahn (AEE) 1903-1928
- Locaalspoorweg-Maatschappij Neede – Hellendoorn (NH) 1904-1935
- Overijsselsche Lokaalspoorweg-Maatschappij Deventer – Ommen (OLDO) 1910-1935
- Spoorlijn Station – Dorp-Noordscharwoude (SSDN) 1912-1972
- N.V. Gronings-Drentsche Spoorwegmaatschappij Stadskanaal-Ter Apel-Rijksgrens (STAR) 1914-1959
- N.V. Woldjerspoorweg en Stoomtramwegen in Midden en Noordelijk Groningen (WESTIG) 1923-1940

### Sinds 1996
- Lovers Rail (LR) 1996-1999
- Euro-Express Treincharter (EECT) (Alpen Expres, De SkiTrein, Autoslaaptrein en Bedevaartstreinen) 1996-2015
- Veolia Transport Nederland 1997-2016
- ACTS Nederland BV (ACTS) 1998-2010
- Oostnet Rail 1998-1999 (opgegaan in Connexxion / Syntus)
- Shortlines (SL) 1998-2004
- NoordNed (NN) 1999-2006
- Rail4chem Benelux BV (R4C) 2004-2009
- Veolia Cargo Nederland BV (onderdeel van Veolia Transport) (VCN) 2006-2009
- ITL Benelux (ITL) 2007-2009
- High Speed Alliance (CV) 2007-2014
- Husa Transportation Railway Service (voorheen ACTS Nederland BV) 2010-2014
- LOCON Benelux 2010-2017
- HSL Logistik Benelux 2010-2017

## Bron
- Overzicht van vervoerders die een toegangsovereenkomst hebben met ProRail

1. ↑  https://www.papendrechtsnieuwsblad.nl/nieuws/algemeen/663686/veranderingen-bij-qbuzz
2. ↑  Railexperts heeft zich gespecialiseerd in besloten personenvervoer zoals voor wintersporttreinen en vervoer voor festivals en bedrijfsuitjes. Ook verzorgen zij goederenvervoer en het overbrengen van werkmachines en locomotieven
3. ↑  J. W. Sluiter (1967). Beknopt overzicht van de Nederlandse Spoor- en Tramwegbedrijven, 2e, Herziene druk. Leiden Brill, pp. 13-14.
4. ↑  J. W. Sluiter (1967). Beknopt overzicht van de Nederlandse Spoor- en Tramwegbedrijven, 2e, Herziene druk. Leiden Brill, pp. 18.